# Vi ska ställa till en roliger dans
Vi ska ställa till en roliger dans är en sång och danslek med ringdans och pardans som finns med i uppteckningar av polskor och danslekar från Södermanland 1823- 1835 och utgavs av A. G. Rosenberg 1876, men den levande traditionen tros kunna dateras åtskilligt längre tillbaka. Sångtexten spelgar en tid då möjligheterna för unga pojkar och flickor att träffas var långt mer begränsad än i dag (1999). Den är en av flera gamla sällskapslekar som går ut på att pojkar och flickor skulle få "sällskap", alltså komma samman på ett sätt som annars hindrades av dåtida moral och vardagsförhållanden.

## Inspelningar
En tidig inspelning gjordes av Liva Edström i Stockholm runt februari 1904 på albumet "Lek med toner 2".

### Fotnoter
1. ↑  Palm Anders, Stenström Johan, red (1999). Barnens svenska sångbok. Stockholm: Bonnier. Libris 8345222. ISBN 91-0-057050-8 (inb.)
2. ↑  ”Svensk mediedatabas”. http://smdb.kb.se/catalog/id/002053522. Läst 17 augusti 2011.